# محوطه کت یری وهران
محوطه کت یری وهران مربوط به دوره هخامنشی - دوره اشکانیان - دوره ساسانیان - سده‌های اولیه ومیانه دوران‌های تاریخی پس از اسلام است و در شهرستان ماهنشان، بخش مرکزی، دهستان ماهنشان، ۲ کیلومتری شرق روستای وهران واقع شده و این اثر در تاریخ ۱۸ اسفند ۱۳۸۷ با شمارهٔ ثبت ۲۵۳۴۵ به‌عنوان یکی از آثار ملی ایران به ثبت رسیده است.